# ماتيوس (لاعب كرة قدم)
ماتيوس هو لاعب كرة قدم برازيلي في مركز حراسة المرمى، ولد في 9 أبريل 1983 في ساو برناردو دو كامبو في البرازيل. لعب مع ريد بل براغانتينو وسانتو أندريه ونادي ساو باولو ونادي فورتاليزا.